# Supertec

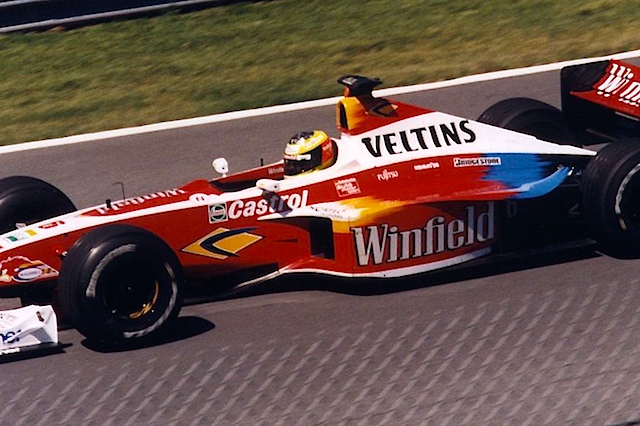
Williams FW21-Supertec, manejado por Ralf Schumacher en el Gran Premio de Canadá de 1999.

Supertec fue una marca de motores de Fórmula 1 suministrados por la compañía neerlandesa Super Performance Competition Engineering BV, dirigida por Flavio Briatore y Bruno Michel. Los motores Supertec eran unidades Renault RS9 de 1998 actualizadas, construidas por Mecachrome.

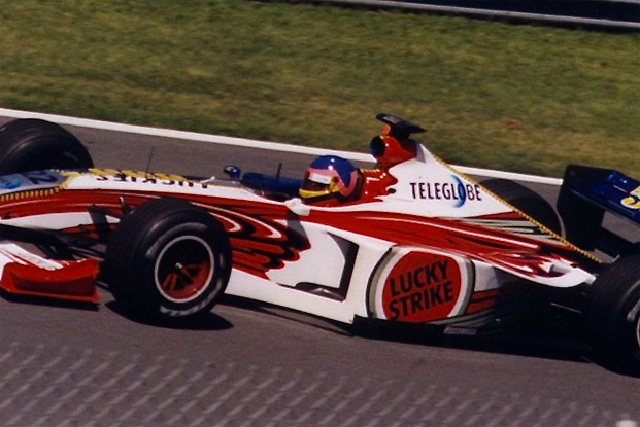
El BAR 01 fue el primer monoplaza de Fórmula 1 motorizado por Supertec.

En mayo de 1998, Super Performance Competition Engineering firmó un acuerdo de distribución exclusiva con Mecachrome para comenzar en la temporada 1999 de Fórmula 1. Impulsó a Williams, Benetton y BAR en 1999, y Benetton y Arrows en 2000. El equipo Benetton relanzó los motores como Playlife.
Después de la temporada 2000, Supertec colapsó debido a problemas financieros y, por lo tanto, Renault compró los activos de Supertec en 2001.

## Resultados

### Fórmula 1
(Clave) (negrita indica pole position) (cursiva indica vuelta rápida)

| Año     | Equipo                       | Chasis        | Motor                            | Neu. | Pilotos              | 1   | 2   | 3   | 4   | 5   | 6   | 7   | 8   | 9   | 10  | 11  | 12  | 13  | 14  | 15  | 16  | 17  | Puntos | Pos. |
| ------- | ---------------------------- | ------------- | -------------------------------- | ---- | -------------------- | --- | --- | --- | --- | --- | --- | --- | --- | --- | --- | --- | --- | --- | --- | --- | --- | --- | ------ | ---- |
| 1999    | British American Racing      | BAR 01        | FB01 3.0 V10                     | B    |                      | AUS | BRA | SMR | MON | ESP | CAN | FRA | GBR | AUT | GER | HUN | BEL | ITA | EUR | MYS | JPN |     | 0      | NC   |
| 1999    | British American Racing      | BAR 01        | FB01 3.0 V10                     | B    | Jacques Villeneuve   | Ret | Ret | Ret | Ret | Ret | Ret | Ret | Ret | Ret | Ret | Ret | 15  | 8   | 10  | Ret | 9   |     | 0      | NC   |
| 1999    | British American Racing      | BAR 01        | FB01 3.0 V10                     | B    | Ricardo Zonta        | Ret | DNQ |     |     |     | Ret | 9   | Ret | 15  | Ret | 13  | Ret | Ret | 8   | Ret | 12  |     | 0      | NC   |
| 1999    | British American Racing      | BAR 01        | FB01 3.0 V10                     | B    | Mika Salo            |     |     | 7   | Ret | 8   |     |     |     |     |     |     |     |     |     |     |     |     | 0      | NC   |
| 1999    | Mild Seven Benetton Playlife | Benetton B199 | Playlife (Supertec) FB01 3.0 V10 | B    | Giancarlo Fisichella | 4   | Ret | 5   | 5   | 9   | 2   | Ret | 7   | 12  | Ret | Ret | 11  | Ret | Ret | 11  | 14  |     | 16     | 6.º  |
| 1999    | Mild Seven Benetton Playlife | Benetton B199 | Playlife (Supertec) FB01 3.0 V10 | B    | Alexander Wurz       | Ret | 7   | Ret | 6   | 10  | Ret | Ret | 10  | 5   | 7   | 7   | 14  | Ret | Ret | 8   | 10  |     | 16     | 6.º  |
| 1999    | Winfield Williams            | Williams FW21 | FB01 3.0 V10                     | B    | Ralf Schumacher      | 3   | 4   | Ret | Ret | 5   | 4   | 4   | 3   | Ret | 4   | 9   | 5   | 2   | 4   | Ret | 5   |     | 35     | 5.º  |
| 1999    | Winfield Williams            | Williams FW21 | FB01 3.0 V10                     | B    | Alex Zanardi         | Ret | Ret | 11  | 8   | Ret | Ret | Ret | 11  | Ret | Ret | Ret | 8   | 7   | Ret | 10  | Ret |     | 35     | 5.º  |
| 2000    | Arrows F1 Team               | Arrows A21    | FB02 3.0 V10                     | B    |                      | AUS | BRA | SMR | GBR | ESP | EUR | MON | CAN | FRA | AUT | GER | HUN | BEL | ITA | USA | JPN | MYS | 7      | 7.º  |
| 2000    | Arrows F1 Team               | Arrows A21    | FB02 3.0 V10                     | B    | Pedro de la Rosa     | Ret | 8   | Ret | Ret | Ret | 6   | Ret | Ret | Ret | Ret | 6   | 16  | 16  | Ret | Ret | 12  | Ret | 7      | 7.º  |
| 2000    | Arrows F1 Team               | Arrows A21    | FB02 3.0 V10                     | B    | Jos Verstappen       | Ret | 7   | 14  | Ret | Ret | Ret | Ret | 5   | Ret | Ret | Ret | 13  | 15  | 4   | Ret | Ret | 10  | 7      | 7.º  |
| 2000    | Mild Seven Benetton Playlife | Benetton B200 | Playlife (Supertec) FB02 3.0 V10 | B    | Giancarlo Fisichella | 5   | 2   | 11  | 7   | 9   | 5   | 3   | 3   | 9   | Ret | Ret | Ret | Ret | 11  | Ret | 14  | 9   | 20     | 4.º  |
| 2000    | Mild Seven Benetton Playlife | Benetton B200 | Playlife (Supertec) FB02 3.0 V10 | B    | Alexander Wurz       | 7   | Ret | 9   | 9   | 10  | 12  | Ret | 9   | Ret | 10  | Ret | 11  | 13  | 5   | 10  | Ret | 7   | 20     | 4.º  |
| Fuente: |                              |               |                                  |      |                      |     |     |     |     |     |     |     |     |     |     |     |     |     |     |     |     |     |        |      |